# Judith Giovannelli-Blocher
Judith Giovannelli-Blocher (* 17. Juni 1932 in Bonstetten ZH; † 13. Januar 2024 in Biel) war eine Schweizer Sozialarbeiterin und Buchautorin. 

## Leben
Giovannelli-Blocher war das zweitälteste von elf Kindern. Der Vater war Pfarrer in Laufen am Rheinfall. Einer ihrer jüngeren Brüder war der Unternehmer und Alt-Bundesrat Christoph Blocher, ein weiterer der Pfarrer Gerhard Blocher (1934–2016), eine Schwester die Pfarrerin Sophie Blocher.
Nach ihrer Ausbildung und Praxisjahren war sie Abteilungsleiterin an der Schule für Sozialarbeit in Bern. Auch auf politischer Ebene setzte sie sich für Benachteiligte ein, kämpfte für die Rechte der Frauen und beteiligte sich 2006 an einer Volksinitiative für eine neue Ausländerpolitik, gegen die von ihrem Bruder Christoph propagierte Verschärfung des Asylgesetzes. Weiters engagierte sie sich für eine Mikrosteuer und verklagte 2018 den Bundesrat zusammen mit anderen "Klima-Seniorinnen" wegen dessen unzureichender Klimapolitik.
1999 veröffentlichte Giovannelli-Blocher ihren ersten Roman. Es folgten Sachbücher und Aufsätze zum Thema Alter. In ihrer Autobiografie Der rote Faden setzt sie sich kritisch mit ihrer Kindheit unter zehn Geschwistern im Pfarrhaus, der Beziehung zum marxistischen Kunsthistoriker Konrad Farner und ihrer Suche nach einer intellektuellen Selbstverortung als Schriftstellerin auseinander.
1980 heiratete sie den italienischen Einwanderer Sergio Giovannelli und lebte mit ihm in Biel. Sie starb im Januar 2024 im Alter von 91 Jahren in einem Bieler Altersheim.

## Werke
- Älter werden im Beruf. Schweizerischer Verband für Berufsberatung. Dübendorf 1993, ISBN 3-908003-30-X.
- Hanni Schilt: Es wär’ noch Zeit, etwas zu wagen. Hanni Schilt erzählt ihr Leben, nach Tonband-Protokollen aufgezeichnet von Judith Giovanelli-Blocher. Sae’dition, Biel 1994, ISBN 3-907922-00-X.
- Das gefrorene Meer. Roman. Pendo, Zürich 1999, ISBN 3-85842-341-6.
- Das ferne Paradies. Ein Geschwisterroman. Pendo, Zürich 2002, ISBN 3-85842-482-X.
- Das Glück der späten Jahre. Mein Plädoyer für das Alter. Pendo, Zürich 2004, ISBN 3-85842-578-8.
- Woran wir wachsen. Erfahrungen eines Lebens. Pendo, Zürich 2007, ISBN 978-3-85842-650-5.
- Die einfachen Dinge. Worauf es im Leben ankommt. Nagel & Kimche, Zürich 2010, ISBN 978-3-312-00459-1.
- Der rote Faden. Die Geschichte meines Lebens. Nagel & Kimche, Zürich 2012, ISBN 978-3-312-00499-7.